# Уорсо (Виргиния)
Уорсо (англ. Warsaw) — город и административный центр округа Ричмонд  в штате Виргиния США. По данным переписи 2020 года, численность населения составляла 1637 человек.

## Население
| 2010 | 2020  |
| ---- | ----- |
| 1512 | ↗1637 |